# Centro internazionale di documentazione sul mosaico
Il CIDM – Centro Internazionale di Documentazione sul Mosaico – è una sezione del Museo d'arte della città di Ravenna nata per promuovere la ricerca, lo studio e la valorizzazione della tecnica artistica del mosaico senza limiti tipologici, cronologici e geografici.
Il CIDM nasce del 2003 da un progetto approvato e finanziato nell'ambito del Programma Europeo Interreg III A Transfrontaliero Adriatico, S.U.A. Siti Unesco Adriatici. 
Tale programma ha visto la collaborazione dei seguenti partner: il Museo d'arte della città di Ravenna - Comune di Ravenna, la Provincia di Ravenna, la Provincia di Ferrara, le Facoltà di Conservazione dei Beni Culturali e di Lettere e Filosofia dell'Università di Bologna, l'Istituto dei Beni Artistici Culturali e Naturali della Regione Emilia-Romagna, il Comune di Parenzo (Croazia), e la Soprintendenza Archeologica dell'Istria.
Il CIDM è un'organizzazione non profit che mette liberamente a disposizione informazioni, documentazioni e approfondimenti scientifici sulla storia e sulla tecnica del mosaico. Le informazioni sono redatte in forma di schede catalografiche coerenti con gli standard ministeriali italiani di censimento dei beni culturali (ICCD ed ICCU) e sono raccolte in database disponibili online.

## Il database del mosaico
Il database del mosaico è costituito da schede catalografico-descrittive realizzate per rispondere alle specifiche esigenze di questa forma artistica. La strutturazione delle informazioni dello standard nazionale per i beni artistici e storici (OA), costituisce l'ossatura della scheda Mosaico. Gli standard dedicati ai reperti archeologici (RA), alle opere d'arte contemporanea (OAC) e alle fotografie (F) permettono l'integrazione di ulteriori dati. Per i beni immobili si sono prese in considerazione le schede di catalogazione dei bei architettonici (A), dei monumenti e dei complessi archeologici (MA/CA). 
La scheda è costituita dai seguenti paragrafi:
- CD 	Codici
- RV 	Relazioni
- OG 	Oggetto
- SG 	Soggetto
- LC 	Localizzazione
- UB 	Ubicazione e dati patrimoniali
- LA 	Altre localizzazioni
- GP 	Georeferenziazione tramite punto
- RE 	Modalità di reperimento
- DT 	Cronologia
- AU 	Definizione culturale
- RO 	Rapporto: elaborazione, utilizzo e derivazione dell'opera
- SP 	Supporto
- ST 	Strati di sottofondo
- ME 	Tessere
- TE 	Tecnica
- SU 	Superficie
- MT 	Misure del manufatto
- RS 	Conservazione e restauri
- DA 	Iscrizioni
- TU 	Condizione giuridica
- DO 	Fonti e documenti
- AN 	Annotazioni
- CM 	Compilazione

Un apparato bibliografico accompagna ogni scheda compilata. Le informazioni bibliografiche e documentali sono redatte in conformità alle normative stabilite dall'Istituto Centrale per il Catalogo Unico (ICCU): codici ISBD M e NBM. Ogni voce bibliografica è corredata di abstract.